# Michael Grant
Michael Grant, född 4 augusti 1972, är en tungviktsboxare från USA. År 2000 utmanade han Lennox Lewis om dennes WBC, IBF & IBO titlar men besegrades på knock out i rond 2.

## Fotnoter
1. ↑  BoxRec, BoxRec boxar-ID: 5847, läst: 22 april 2022.[källa från Wikidata]